# Flugplatz Eberswalde-Finow

i7
i11
i13

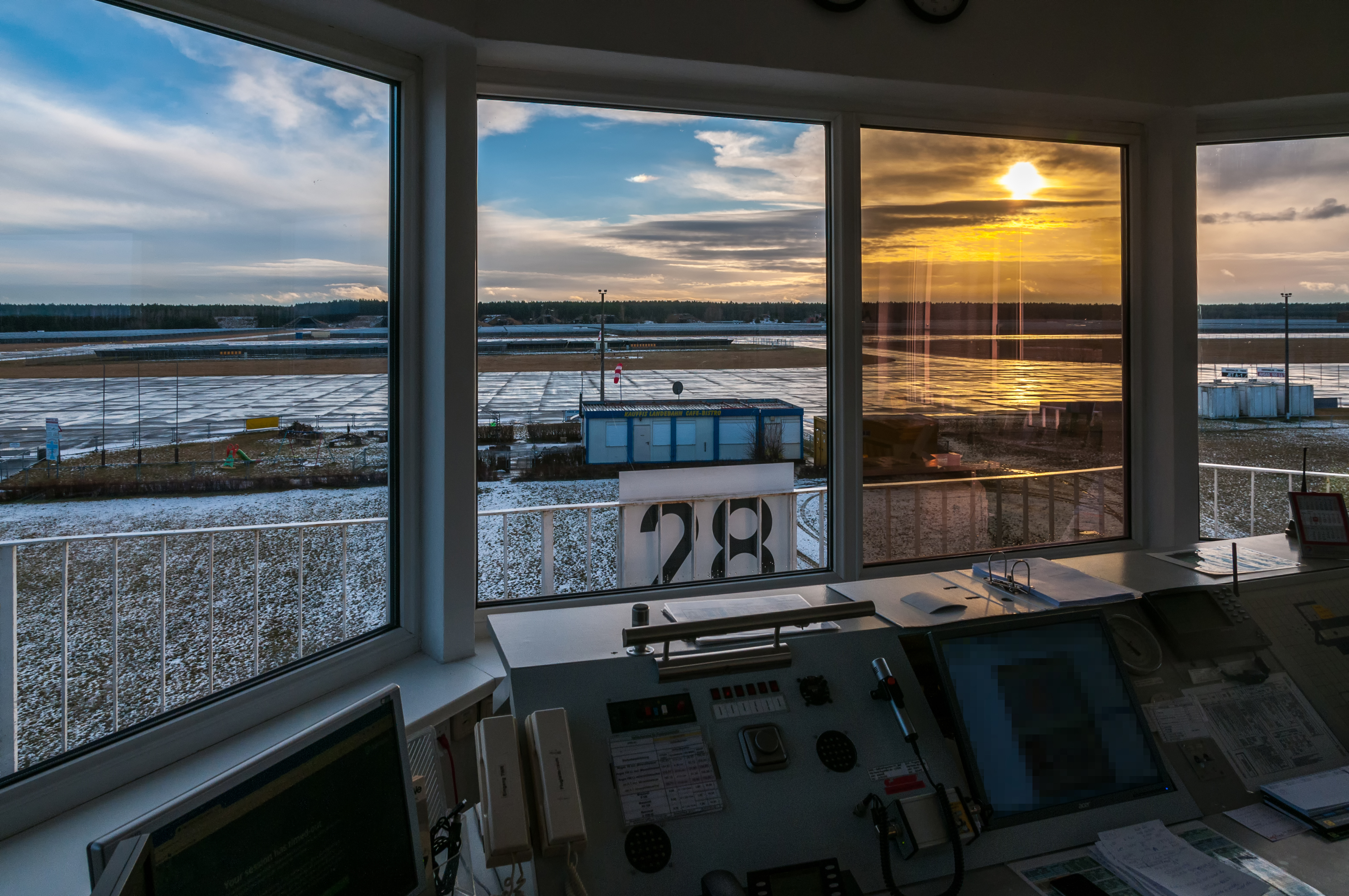
Blick vom Tower auf das Vorfeld

Der Flugplatz Eberswalde Finow (ICAO-Code: EDAV) ist ein deutscher Verkehrslandeplatz bei Eberswalde.

## Gegenwärtige Nutzung

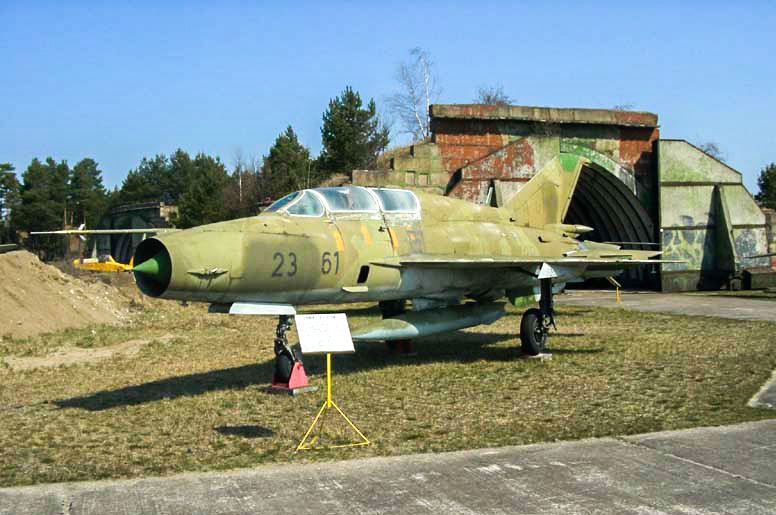
MiG-21 in der Luftfahrthistorischen Sammlung Finowfurt

Der Flugplatz ist für Maschinen mit einem MTOW bis 14 t zugelassen. Bis zum Abzug der sowjetischen Truppen sind Flugzeuge bis 150 t betrieben worden.

### Ambulanzflüge
Durch die schnelle und rund um die Uhr vorhandene Verfügbarkeit des Flugplatzes ist er besonders für kurzfristig durchgeführte Ambulanzflüge attraktiv. Auch für Organtransporte wird der Flugplatz verwendet, da viele Kliniken in der Nähe, und durch die A 11 auch Krankenhäuser in Berlin in Reichweite sind.

### Geschäftsreisen
Die Finow Air Service GmbH bietet Charterflüge ab Eberswalde Finow an. Hierfür stehen verschiedene Propeller- und Turboprop-Flugzeuge zur Verfügung.

### Luftfahrtmuseum
Auf dem westlichen Teil des Platzes in der Nähe des Ortes Finowfurt befindet sich auf dem Gelände das Luftfahrtmuseum Finowfurt. Dort werden unter anderem ausgemusterte Flugzeuge der militärischen und zivilen Luftfahrt gezeigt. Auch ein Flugsimulator zur Benutzung durch Besucher befindet sich auf dem Areal.
Auf dem Gelände fand 2007 sowie 2011 das Chaos Communication Camp des Chaos Computer Club statt.

### Solarpark
Auf dem Flugplatzgelände, in unmittelbarer Nähe zur Piste, entstand unter dem Generalunternehmer Solarhybrid AG bis Ende 2011 das zum damaligen Zeitpunkt europaweit größte Photovoltaik-Kraftwerk. Es bedeckt eine Fläche von rund 315 Hektar, kostete 178 Mio. € und hat eine Leistung von insgesamt 84,7 MWp.
Neben den direkt auf dem Flugplatzgelände errichteten Gebäuden und Anlagen existierten in der näheren Umgebung mehrere militärische Nebeneinrichtungen. Dazu gehörte insbesondere das sogenannte „Vorwerk“ in Biesenthal, das eng mit dem Betrieb des Flugplatzes verbunden war.

### Depot „Vorwerk“ in Biesenthal
Etwa vier Kilometer südwestlich des Flugplatzes entstand 1939–1941 an der Finower Chaussee in Biesenthal das Luftzeugamt Finow (LZA Finow); ein Depotkomplex unter dem Tarnnamen Vorwerk. Er diente der Luftwaffe als Lager für Flugzeugteile, Ausrüstung und insbesondere Munition. Das Gelände umfasste rund 15 große, vollständig unterkellerte Hallen, in die Lastkraftwagen einfahren konnten, sowie mehrere Schuppen und Baracken. Ein eigener Gleisanschluss mit Bahnsteigen und Laderampen verband das Depot mit dem Flugplatz und ermöglichte den direkten Weitertransport zu Frontflugplätzen in Ost- und Westrichtung.
Im „Vorwerk“ waren etwa 300 zivile Arbeitskräfte und 100 Soldaten beschäftigt. Unter ihnen befanden sich zwischen 80 und 100 Zwangsarbeiter, überwiegend französische Kriegsgefangene und später auch zur Arbeit verpflichtete Zivilisten. Sie verpackten Bomben und Munition, etikettierten sie und verluden sie in Eisenbahnwaggons. Zeitzeugen berichten von Sabotageakten, bei denen Bombenzünder unbrauchbar gemacht oder Friedensbotschaften auf die Munition geschrieben wurden. In mehreren Fällen kam es zu Verhaftungen durch die Gestapo, deren Opfer nicht zurückkehrten. Am 21. April 1945 war der letzte Arbeitstag der Zwangsarbeiter.

#### Nutzung in der DDR
Nach dem Ende des Zweiten Weltkriegs übernahm 1945 die Sowjetarmee sowohl den Flugplatz Finow als auch das angrenzende Depot „Vorwerk“. Das Depot wurde umgebaut und diente fortan als zentraler Versorgungspunkt für sowjetische Militärstandorte in der DDR. Auf dem Gelände befanden sich ein Kfz-Lager, eine Tankstelle, eine Flugzeughalle, Wasseraufbereitungsanlagen mit Kesseln, ein Kulturhaus mit Kinosaal (1972 errichtet), ein Wach- und Feuerwehrturm, Stabsgebäude, Wohnhäuser (darunter für Offiziersfamilien), ein Sauna- und Heizhaus sowie eine Gärtnerei mit Gewächshaus und eine Schweinezucht. Der südliche Teil war im Stil eines Vorwerks angelegt, während im nördlichen Bereich die Lagerhallen mit befahrbaren Kellern lagen.
Wegen der starken Belastung der Eberswalde-Finowfurter Eisenbahn durch die sowjetischen Militärtransporte wurden das Streckengleis bis zum Bahnhof Finow und das Anschlussgleis zum Flugplatz sowie zum Depot um 1955 für eine Achslast von 21 Tonnen ausgebaut. 1994 wurde das Gleis vom Flughafen zum Lager von der Sowjetarmee bei ihrem Abzug abgebaut.

#### Heutige Nutzung
12 ha des ehemaligen Depotgeländes sind heute militärisches Übungsgelände der Polizei. Als Ausgleich für aufgegebene Anlagen in Basdorf beschloss die Stadtverordnetenversammlung Biesenthal 2012 dort die Errichtung eines Asservatenlagers für USBV und Munitionszwischenlager des KMBD. Im Auftrag des Brandenburgischen Landesbetrieb für Liegenschaften und Bauen (BLB) wurde 2013–2022 eine moderne Bunkeranlage für Lager- und Analysezwecke entwickelt. Sie umfasst elf Neubauten, darunter drei erdüberdeckte Munitionszwischenlager für den Kampfmittelbeseitigungsdienst und mehrere Spezialgebäude des Landeskriminalamtes. Dazu gehören ein erdüberdecktes Arbeitshaus, ein Notsprengbunker und ein Delaborierstand mit einer in Europa einmaligen Kombination aus Wasserstrahlschneid- und Röntgentechnik.

## Ausstattung

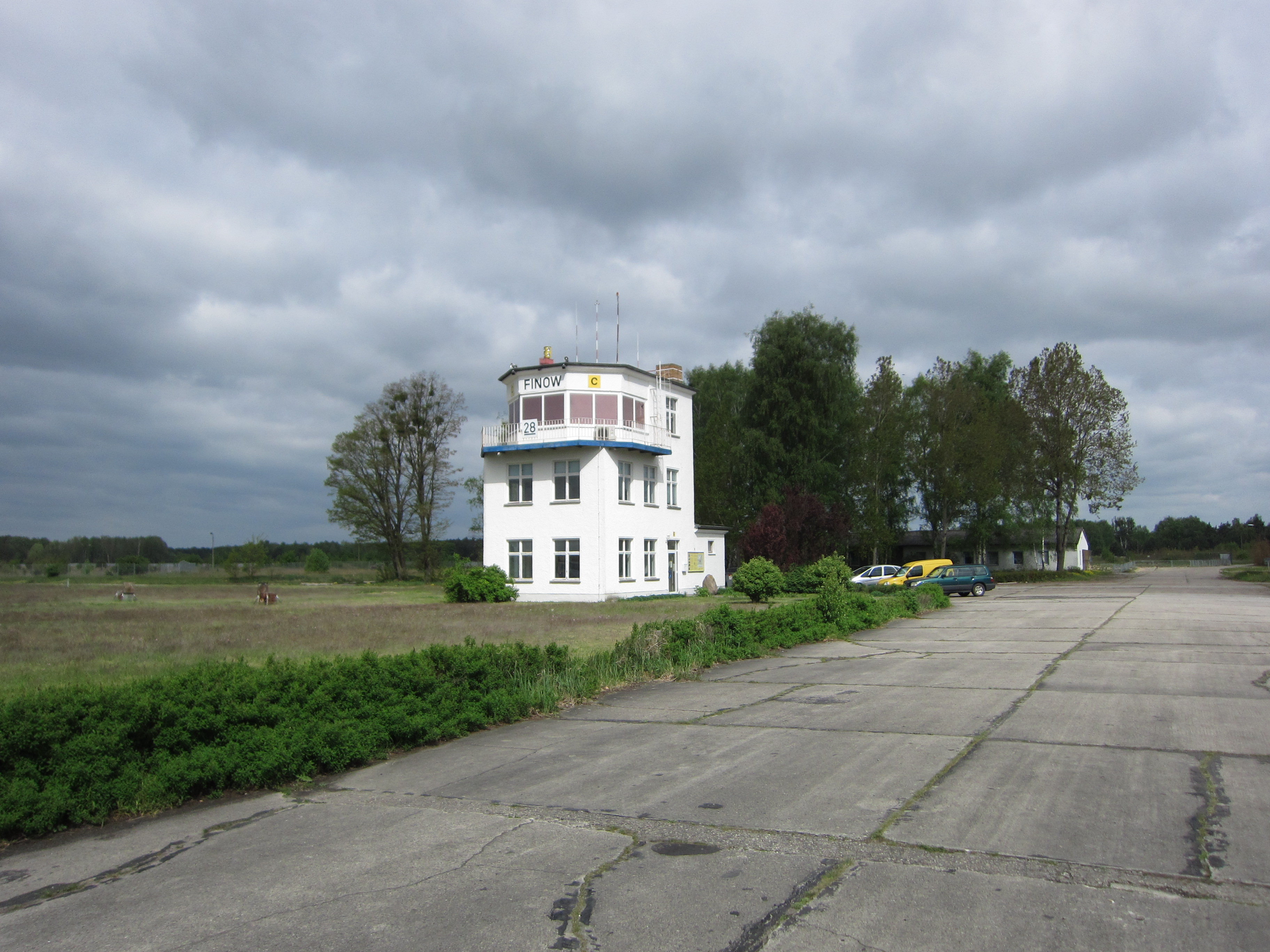
Tower-Gebäude

Der Flugplatz verfügt über eine Start-/Landebahnbefeuerung sowie in Hauptanflugrichtung eine PAPI. Die Piste wurde 1971 während der militärischen Nutzung auf eine Länge von 2520 m ausgebaut, welche jedoch heute nicht mehr genutzt wird. Im Zuge des Baus des Solarparks Finow wurde die RWY 10/28 auf 1480 Meter verkürzt.
Der Flugplatz verfügt über eine Flughafenfeuerwehr und ist in die ICAO-Brandschutzkategorie 3 eingeordnet, diese kann auf Anforderung auf Kategorie 5 erhöht werden.
Es sind eine Flugplatztankstelle (AV-Gas, Mogas, Jet A1), Flugvorbereitungsräume, Parkplätze, Hangars und Gastronomie vorhanden.

## Nutzungsänderungsplanungen
Bei den Standortplanungen für den zukünftigen Flughafen Berlin Brandenburg International (BBI) wurde auch der Flugplatz Finow als möglicher Standort geprüft und später abgelehnt.
Die Gemeinsame Landesplanung Berlin-Brandenburg prüfte ab 2007 einen Antrag der Betreibergesellschaft, eine Erweiterung für Linienverkehr mit Maschinen bis 85 t zu genehmigen, um z. B. einen durch Studien ermittelten Bedarf für Billigfluglinien in Finow für den Einzugsbereich Berlin abzudecken. Die Entfernung vom Flugplatz Finow zum Stadtzentrum von Berlin beträgt rund 55 Kilometer. Im Mai 2008 wurden die Pläne jedoch abgelehnt, da dies mit den Zielen zur Flughafenplanung und dem Entwurf des Landesentwicklungsplanes Berlin-Brandenburg nicht zu vereinbaren sei. Im August 2017 brachte sich die Betreibergesellschaft des Flughafens Eberswalde-Finow erneut als Ersatz für den Berliner Flughafen Tegel ins Gespräch und kündigte eine Klage an, sollte dieser über die Eröffnung des Flughafens BER hinaus offengehalten werden.

## Wirtschaftliche Bedeutung für die Region

### Unternehmen am Flugplatz
Am Flugplatz haben sich mehrere Luftfahrtunternehmen und Gewerbebetriebe, wie die KAPI electronics GmbH, welche Flugdatenschreiber entwickeln und montieren, sowie die Finow Air Service GmbH angesiedelt. In einem Container befindet sich zudem ein Bistro für Piloten und deren Passagiere.
Circa 50 Meter vom Tower entfernt befindet sich ein Schießstand.

## Geschichte

### 1930er Jahre und Zweiter Weltkrieg
Die ersten Landkäufe und Vorbereitungsarbeiten erfolgten 1937, 1938 begann der eigentliche Ausbau, zunächst als mit Grasbahnen ausgestatteter Einsatzflugplatz, im Juli 1939 wurde er dem Luftzeugamt Jüterbog-Altes Lager unterstellt. 1940/1941 wurden zwei befestigte Landebahnen von 1050 bzw. 960 Metern Länge angelegt. Am Nordrand entstanden fünf Werft- und Flugzeughallen, Bahnanschlussgleise und die Nebengebäude wie Unterkunfts- und Lagerbaracken. Im Juni 1941 war die Kernbauphase abgeschlossen. Stationiert waren sowohl Transport- wie auch Schuleinheiten, ab 1943 erfolgten auch Segelfluglehrgänge. Im März 1943 wurde Finow erstmals durch alliierte Bomber angegriffen.
Die ersten Einsatzeinheit der Luftwaffe, die den Platz im Januar 1944 belegte, war die mit Bf 110 und Ju 88 ausgerüstete 2. Staffel der Nachtjagdgruppe 10. Das KG 200, dem die Erprobung alliierter Beuteflugzeuge oblag, richtete am Platz eine Werft zur Wartung US-amerikanischer B-17-Bomber ein. Auch moderne Nachtjäger He 219, geflogen von der 3./Nachtjagdgruppe 10, waren von September 1944 bis Februar 1945 in Finow stationiert. Weitere Einheiten waren unter anderem Teile der Jagdgeschwader 3 und 11 sowie der Schlachtgeschwader 3 und 151. Am 26. April 1945 wurde der Fliegerhorst von den deutschen Truppen geräumt, wobei die Startbahnen, die Gebäude und nicht mehr startbereite Flugzeuge gesprengt wurden. Kurz darauf besetzten sowjetische Truppen das Gelände.

### Nutzung durch die sowjetischen Luftstreitkräfte

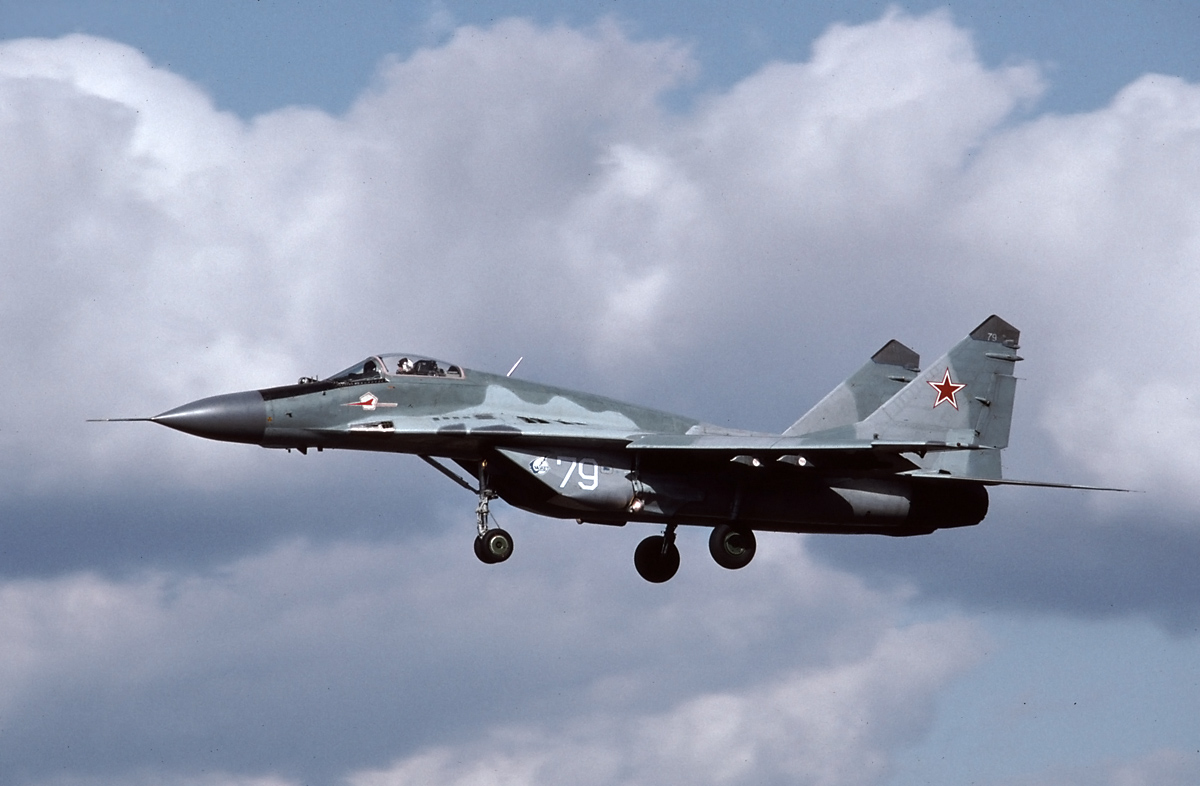
Sowjetische MiG-29 Anfang der 1990er Jahre in Finow

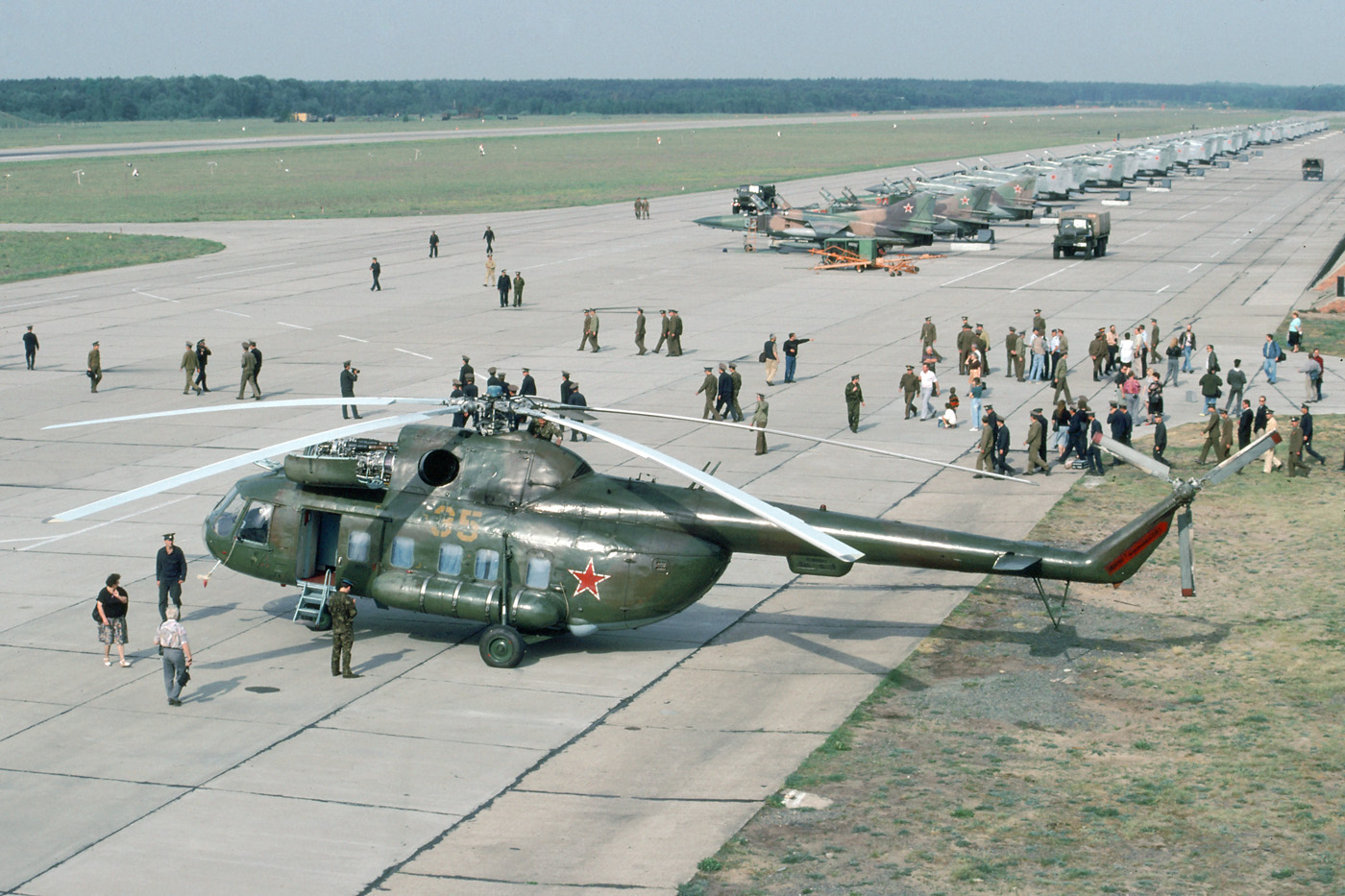
Sowjetische Mi-8 und MiG-Kampfflugzeuge 1993 in Finow

Ende April 1945 wurde der Flugplatz von sowjetischen Truppen besetzt. Nach der Einnahme landete am 2. Mai 1945 erstmals ein mit Jak-9 und P-40 ausgerüstetes sowjetisches Jagdfliegerregiment in Finow. Im Jahr 1951 wurde es auf MiG-15 und 1954 auf MiG-17 umgerüstet, bevor es 1956 zum Flugplatz Lärz verlegt wurde. Bis 1969 erfolgte eine weitere Zwischennutzung durch das mit Il-28 ausgerüstete 207. Frontbombenfliegerregiment. Vier Jahre nach einer 1965 vollzogenen Umrüstung auf Jak-28 wurde das Regiment in den russischen Fernen Osten verlegt. Die schließlich letzte in Finow stationierte Einheit war das 787. Jagdfliegerregiment, welches im September 1970 vom Flugplatz Groß-Dölln dorthin verlegt wurde. Seine Ausrüstung bestand zunächst aus MiG-21, ab 1975 MiG-23 und ab 1982 auch MiG-25. Im Ergebnis des politischen Entspannungsprozesses zum Ende der achtziger Jahre wurden die MiG-25 1989 in die Sowjetunion zurückgeführt. Als Ersatz, vor allem für die MiG-23, wurden dem Jagdfliegerregiment im selben Jahr MiG-29 zugeführt.
Während der Nutzung durch die sowjetischen/russischen Luftstreitkräfte war dem Flugplatz zuerst der Deckname LEGALNY (ЛЕГАЛЬНЫ, dt.: Legal), in den 1970er Jahren SCHITNAJA (ЖИТНАЯ, dt.: Korn-…) und später in den 1980er Jahren NARSAN (НАРЗАН, Mineralwasserquelle in Kislowodsk) zugeordnet. Ein Neuausbau erfolgte 1983, die Start- und Landebahn wurde mit einer dünnen Asphaltschicht und weiteren 120 mm Beton überzogen. Die Bauarbeiten wurden vom VEB Autobahnbaukombinat, Betriebsteil Straßenbau Weimar (heute Vinci/Eurovia) durchgeführt.
Nach der politischen Wende in den Warschauer-Pakt-Staaten verließen die letzten Kampfflugzeuge (MiG-29), nunmehr den Russischen Luftstreitkräften zugehörig, den Flugplatz Finow am 11. Mai 1993 in Richtung Ross, Belarus.

## Zwischenfälle
Am 29. Juni 2013 verunglückte ein Kunstflugpilot mit einer Zlín Z-526 AFS-V während einer Flugshow im Rahmen des Roadrunner Festivals am Flugplatz tödlich. Nach jahrelangen Flugunfalluntersuchungen wurde 2017 bekanntgegeben, dass der Pilot aufgrund eines illegal durchgeführten Tiefflugs unterhalb der vorgeschriebenen Höhe von 450 Metern und eines Steuerfehlers bei der Rollbewegung in die Normalfluglage maßgeblich zum Absturz der Maschine beigetragen hat. Außerdem hatte die Maschine einen Kraftstoffmangel und nicht für den Kunstflug zugelassene Reservetanks an den Flügeln. Der Pilot starb als das Flugzeug verkehrt herum in den Solarpark Finow stürzte, und die Maschine, wie man auf Zuschauervideos sieht, explodierte.

## Nahegelegene Flugplätze und Flughäfen
- EDBW Flugplatz Werneuchen (ca. 22 km Entfernung)
- EDAY Flugplatz Strausberg (ca. 31 km Entfernung)
- EDON Flugplatz Neuhardenberg (ca. 45 km Entfernung)
- EDCE Flugplatz Eggersdorf (ca. 47 km Entfernung)
- EDDB Flughafen Schönefeld / Berlin Brandenburg International (ca. 50 km Entfernung)

## Sonstiges
Alexander Selin, Oberbefehlshaber der Russischen Luftstreitkräfte von 2007 bis 2012, begann seine militärische Laufbahn als Jagdpilot beim 787. Jagdfliegerregiment in Finow.
Der Fernsehsender Kabel Eins drehte 2017 für seine Dokuserie „Achtung Kontrolle“ drei Folgen auf dem Flugplatz Eberswalde Finow. Dabei wird gezeigt, wie ein Ambulanzflug und der Sachsenmarathon 2017 auf dem Flugplatz landet und abgefertigt wird.